# تانک بیاتلون

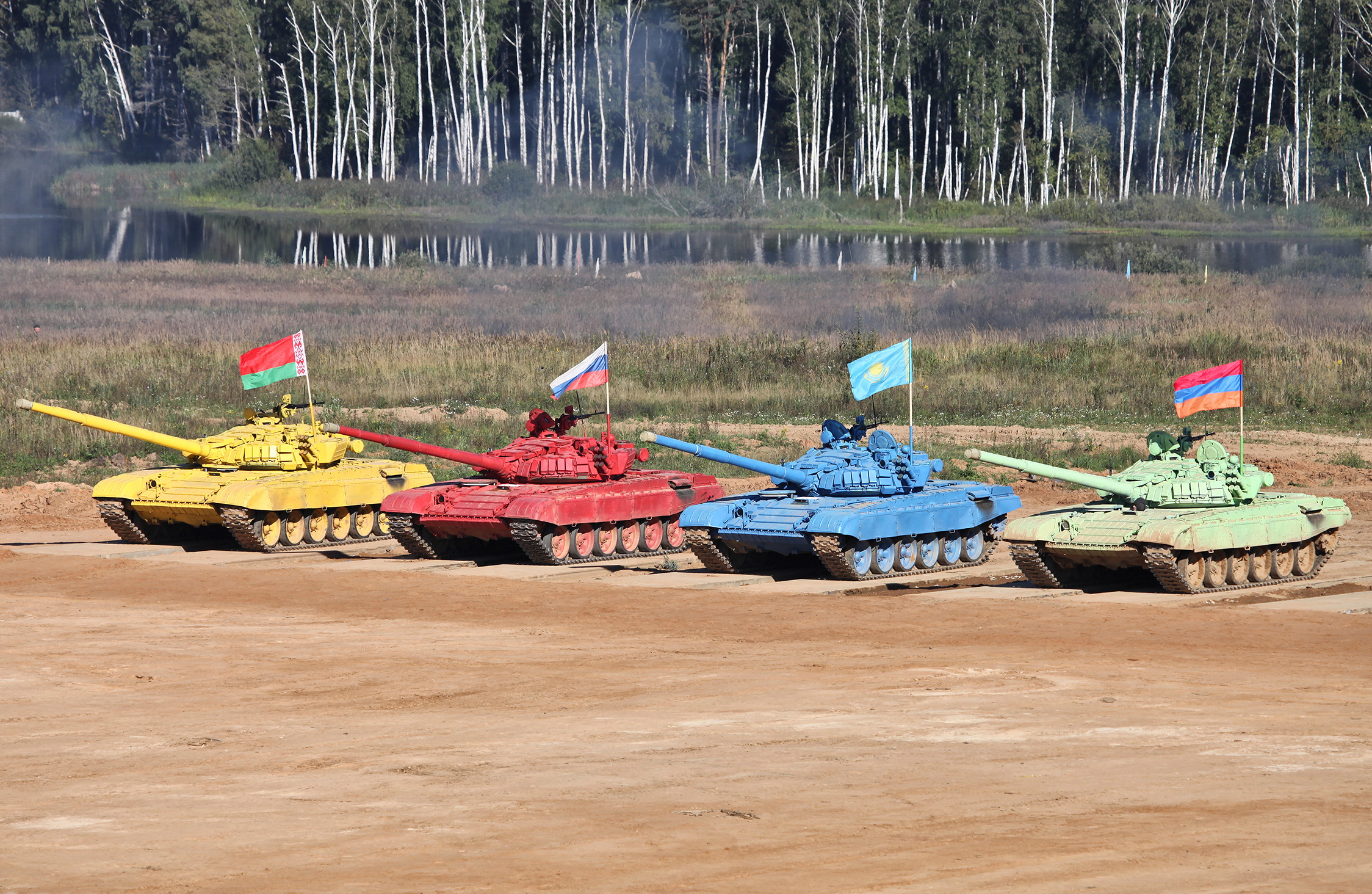
تصویری از چهار تانک بیاتلون در رنگ های زرد،قرمز،آبی و سبز

تانک بیاتلون (انگلیسی: Tank biathlon) یک رویداد ورزشی می‌باشد که توسط ارتش روسیه با شباهت‌هایی به ورزش زمستانی بیاتلون گسترش یافته‌است. این ورزش با به‌کارگیری مجموعه ای از توانایی‌های خدمه تانک شامل مهارت عبور از زمین سخت بهمراه توانایی شلیک آتش دقیق و سریع در طول مانور صورت می‌گیرد.

## تعریف
تانک‌های شرکت کننده مسیری سه رانده را به طول شش تا ده کیلومتر می‌پیمایند. درطول دور اول، خدمه به هدفی که در فاصله ۱۸۰۰، ۱۷۰۰ و ۱۵۰۰ متری شان قرار دارد شلیک می‌کنند.